# Carducci (Schiff)
Die Carducci war ein 1970 in Dienst gestelltes Fährschiff der italienischen Reederei Tirrenia – Compagnia italiana di navigazione. Sie wurde bis 1999 im Fährdienst nach Tunesien eingesetzt und anschließend als Al-Salam Carducci 92 nach Saudi-Arabien verkauft. 2006 ging das Schiff zum Abbruch ins indische Alang.

## Geschichte
Die Carducci entstand unter der Baunummer 4238 in der Werft von Italcantieri in Castellammare di Stabia und lief am 28. Juli 1969 vom Stapel. Nach ihrer Ablieferung an die Tirrenia – Compagnia italiana di navigazione am 18. September 1970 nahm sie im selben Monat den Fährdienst von Italien nach Tunesien auf. Sie war die erste Einheit einer Klasse von insgesamt sechs Schwesterschiffen. Eines davon, die ebenfalls 1970 fertiggestellte Boccaccio, verunglückte im Februar 2006 als Al-Salam Boccaccio 98 mit dem Verlust von mehr als 1000 Menschenleben.
1992 wurde die Carducci in der Werft von INMA in La Spezia (wie auch ihre Schwesterschiffe) stark umgebaut und mit drei zusätzlichen Decks ausgerüstet, was dem Schiff ein ungewöhnliches, topplastig erscheinendes Aussehen verlieh. Anschließend blieb es noch bis 1997 für Tirrenia im Dienst und wurde anschließend aufgelegt.
1999 ging die Fähre in den Besitz der saudi-arabischen Reederei El Salam Maritime über und erhielt den Namen Al-Salam Carducci 92. Im selben Jahr nahm sie den Fährdienst im Roten Meer auf. Wenige Monate nach dem verlustreichen Untergang ihres Schwesterschiffes Al-Salam Boccaccio 98 wurde sie im Juli 2006 ausgemustert und im November unter dem verkürzten Namen Carducci zum Abbruch ins indische Alang verkauft. Dort traf sie am 30. November 2006 ein. Am 4. Dezember wurde das Schiff auf den Strand gesetzt, um abgewrackt zu werden.